# Kardynałowie z nominacji Piusa V
Papież Pius V (1566–1572) mianował 21 kardynałów na trzech konsystorzach:

## 6 marca 1566
(1) 1. Michele Bonelli OP, prabratanek papieża – kardynał prezbiter S. Maria sopra Minerva (tytuł nadany 20 marca 1566), następnie kardynał prezbiter S. Lorenzo in Lucina (8 listopada 1589), kardynał biskup Albano (20 marca 1591), zm. 28 marca 1598.

## 24 marca 1568
(2) 1. Diego Espinosa Arévalo, biskup Sigüenzy, przewodniczący Rady Królewskiej Hiszpanii – kardynał prezbiter S. Bartolomeo all'Isola (tytuł nadany 14 maja 1568), następnie kardynał prezbiter S. Stefano al Monte Celio (20 sierpnia 1568), zm. 5 września 1572.
(3) 2. Jérôme Souchier OCist, generał zakonu cystersów – kardynał prezbiter S. Matteo in Merulana (tytuł nadany 24 stycznia 1569), zm. 10 listopada 1571.
(4) 3. Gianpaolo Della Chiesa, krewny papieża, referendarz Obojga Sygnatur – kardynał diakon S. Callisto (tytuł nadany 5 kwietnia 1568), następnie kardynał prezbiter S. Callisto (10 maja 1570), kardynał prezbiter S. Pancrazio (14 maja 1570), zm. 11 stycznia 1575.
(5) 4. Antonio Carafa, krewny Pawła IV, kanonik bazyliki watykańskiej, protonotariusz apostolski – kardynał diakon S. Eusebio (tytuł nadany 5 kwietnia 1568), następnie kardynał diakon S. Maria in Cosmedin (8 kwietnia 1573), kardynał diakon S. Maria in Via Lata (8 listopada 1577), kardynał prezbiter S. Eusebio (12 grudnia 1583), kardynał prezbiter Ss. Giovanni e Paolo (28 listopada 1584), zm. 13 stycznia 1591.

## 17 maja 1570
(6) 1. Marco Antonio Maffei, arcybiskup Chieti i datariusz papieski – kardynał prezbiter S. Callisto (tytuł nadany 9 czerwca 1570), zm. 22 sierpnia 1583.
(7) 2. Gaspar Cervantes de Gaete, arcybiskup Tarragony – kardynał prezbiter S. Vitale (tytuł nadany 9 czerwca 1570), następnie kardynał prezbiter Ss. Silvestro e Martino (16 czerwca 1570), kardynał prezbiter S. Balbina (23 stycznia 1572), zm. 17 października 1575.
(8) 3. Giulio Antonio Santori, arcybiskup Santa Severina – kardynał prezbiter S. Bartolomeo all'Isola (tytuł nadany 9 czerwca 1570), następnie kardynał prezbiter S. Maria in Trastevere (20 lutego 1595), kardynał biskup Palestriny (18 sierpnia 1597), zm. 7 czerwca 1602.
(9) 4. Pierdonato Cesi, kleryk Kamery Apostolskiej – kardynał prezbiter S. Barbara (tytuł nadany 9 czerwca 1570), następnie kardynał prezbiter S. Vitale (16 czerwca 1570), kardynał prezbiter S. Anastasia (28 maja 1584), zm. 29 września 1586.
(10) 5. Carlo Grassi, biskup Montefiascone, wicekamerling i gubernator Rzymu – kardynał prezbiter S. Agnese in Agone (tytuł nadany 9 czerwca 1570), zm. 25 marca 1571.
(11) 6. Charles d’Angennes de Rambouillet, biskup Le Mans i ambasador Francji – kardynał prezbiter S. Simeone Profeta (tytuł nadany 9 czerwca 1570), następnie kardynał prezbiter S. Eufemia (20 listopada 1570), zm. 23 marca 1587.
(12) 7. Felice Peretti Montalto OFMConv, biskup Sant'Agata dei Goti – kardynał  prezbiter S. Girolamo degli Schiavoni (tytuł nadany 9 czerwca 1570); od 24 kwietnia 1585 papież Sykstus V, zm. 27 sierpnia 1590.
(13) 8. Giovanni Aldobrandini, biskup Imoli – kardynał prezbiter S. Eufemia  (tytuł nadany 9 czerwca 1570), następnie kardynał prezbiter S. Simeone Profeta (20 listopada 1570),  zm. 7 września 1573.
(14) 9. Girolamo Rusticucci, sekretarz stanu, protonotariusz apostolski – kardynał prezbiter S. Susanna (tytuł nadany 9 czerwca 1570), następnie kardynał prezbiter S. Maria in Trastevere (18 sierpnia 1597), kardynał biskup Albano (30 marca 1598), kardynał biskup Sabiny (21 lutego 1600), kardynał biskup Porto e S. Rufina (10 lutego 1603), zm. 14 czerwca 1603.
(15) 10. Giulio Acquaviva d’Aragona, referendarz Obojga Sygnatur – kardynał diakon S. Teodoro (tytuł nadany 9 czerwca 1570), zm. 21 lipca 1574.
(16) 11. Gaspar de Zúñiga y Avellaneda, arcybiskup Sewilli – kardynał prezbiter S. Barbara (tytuł nadany 16 czerwca 1570), zm. 2 stycznia 1571.
(17) 12. Nicolas de Pellevé, arcybiskup Sens – kardynał prezbiter Ss. Giovanni e Paolo (tytuł nadany 4 lipca 1572), następnie kardynał prezbiter S. Prassede (14 listopada 1584), zm. 24 marca 1594.
(18) 13. Archangelo de’ Bianchi OP, biskup Teano – kardynał prezbiter S. Cesareo in Palatio (tytuł nadany 3 lipca 1570), zm. 18 stycznia 1580.
(19) 14. Paolo Burali d’Arezzo CRT, biskup Piacenzy – kardynał prezbiter S. Pudenziana (tytuł nadany 20 listopada 1570), zm. 17 czerwca 1578.
(20) 15. Vincenzo Giustiniani OP, generał zakonu dominikanów – kardynał prezbiter S. Nicola inter Imagines (tytuł nadany 26 stycznia 1571), następnie kardynał prezbiter S. Sabina (3 sierpnia 1579), zm. 28 października 1582.
(21) 16. Gian Girolamo Albani, gubernator Marche, protonotariusz apostolski – kardynał prezbiter S. Giovanni a Porta Latina (tytuł nadany 20 listopada 1570), zm. 15 kwietnia 1591.